# Filippo Maria de Monti
Filippo Maria de Monti, né le 23 mars 1675 à Bologne, alors dans les États pontificaux et mort le 17 janvier 1754 à Rome, est un cardinal italien du XVIIIe siècle.

## Biographie
Filippo Maria Monti est le fils de Ferdinando Monti et de Camilla Moscardini, ainsi que le frère d'Antoine-Félix de Monti. Il est nommé élève astronome sous Jean Dominique Cassini à l'Académie royale des sciences de Paris, le 14 mars 1699. Il en est exclu pour absence le 15 février 1702.
Filippo Maria de Monti exerce diverses fonctions au sein de la Curie romaine, notamment secrétaire de la Congrégation de Propaganda Fide. Il est aussi l'auteur d'une histoire de la mission au Tibet.
Le pape Benoît XIV le crée cardinal lors du consistoire du 9 septembre 1743.
Filippo Maria de Monti est l'oncle du cardinal Cornelio Caprara (1761).
À sa mort, il a donné sa bibliothèque contenant 11 000 volumes à l'Institut des sciences de Bologne.

## Œuvres
Filippo Maria de Monti aimait les lettres et donnait fréquemment aux savants des marques de sa bienveillance. Il avait été admis jeune aux principales académies de Rome ; il prononça en 1710, dans une assemblée publique de celle de Saint-Luc, un discours intitulé Roma tutrice delle belle arti, scultura ed architettura ; cette pièce, imprimée séparément, a été insérée depuis dans le tome 3 des Prose degli Arcadi. Outre quelques ouvrages manuscrits conservés à Bologne, on cite de ce prélat : Elogia cardinalium pietate, doctrina ac rebus pro Ecclesia gestis illustrium a pontificatu Alexandri III ad Benedictum XIII, Rome 1751, in-4°.

### Sources
- Fiche du cardinal Filippo Maria de Monti sur le site fiu.edu